# Modulární aritmetika
Na rozdíl od běžné aritmetiky je modulární aritmetika definována na nějaké konečné množině ℤn. Tato množina vznikne ze ℤ tak, že jsou všechna čísla se stejným zbytkem po dělení číslem {\displaystyle n} (zbytková třída) brána jako kongruentní a ztotožněna s jediným reprezentantem. Taková množina se pak nazývá množina zbytkových tříd.

## Zbytková třída
Zbytkovou třídou modulo n rozumíme množinu všech celých čísel, které při dělení přirozeným číslem n dávají stejný zbytek. Tuto množinu pak můžeme chápat jako jeden celek a celá čísla, která obsahuje, již dál nerozlišovat. Například jedna ze zbytkových tříd modulo 10 je tvořena množinou {\displaystyle \{2,12,22,32,...\}}, jiná zbytková třída (rovněž) modulo 10 obsahuje např. prvky {\displaystyle \{7,17,27,-3,-13,-1234567893,1147,...\}}.

## Číselné kongruence modulon
Pro libovolné {\displaystyle n\in \mathbb {N} ,a,b\in \mathbb {Z} } definujme relaci {\displaystyle \phi _{n}} takto:
{\displaystyle (a,b)\in \phi _{n}\Leftrightarrow n|a-b}.
Čísla {\displaystyle a,b} se nazývají kongruentní modulo n a relace {\displaystyle \phi _{n}} se nazývá číselná kongruence modulo n. Značíme {\displaystyle a\equiv b(mod\ n)}. Relace {\displaystyle \phi _{n}} je reflexivní, symetrická a transitivní, je tedy relací ekvivalence. Znaménko {\displaystyle \equiv } tedy můžeme používat podobně jako znaménko =. Rovnosti v modulární aritmetice se obvykle zapisují jako kongruence a značí se trojčárkou:
a + b ≡ b + a (mod n)
Obecně vzato, rozklad, který kongruence {\displaystyle \phi _{n}} na {\displaystyle \mathbb {Z} } vytváří má n tříd, pro které platí:
{\displaystyle [0]_{\phi _{n}}=\{k\cdot n|k\in \mathbb {Z} \},[1]_{\phi _{n}}=\{1+k\cdot n|k\in \mathbb {Z} \},\dots ,[n-1]_{\phi _{n}}=\{(n-1)+k\cdot n|k\in \mathbb {Z} \}.}

## Množina zbytkových tříd
Množinu všech zbytkových tříd pro dané {\displaystyle n} značíme {\displaystyle \mathbb {Z} _{n}=\{[a]_{n}|a\in \mathbb {Z} \}} ,kde {\displaystyle [a]_{n}=\{b|b\equiv a(mod\ n)\}}. Pro jednoduchost píšeme jen {\displaystyle \mathbb {Z} _{n}=\{0,1,\dots ,n-1\}}.

## Základní vlastnosti modulární aritmetiky
Zavedená ekvivalence mezi prvky tvoří na okruhu (ℤ,+,·,0,1) kongruenci, tedy ∀a,b,n∈ℤ
- {\displaystyle (a\;{\bmod {\;}}n+b\;{\bmod {\;}}n)\;{\bmod {\;}}n=(a+b)\;{\bmod {\;}}n}
- {\displaystyle (a\;{\bmod {\;}}n-b\;{\bmod {\;}}n)\;{\bmod {\;}}n=(a-b)\;{\bmod {\;}}n}
- {\displaystyle (a\;{\bmod {\;}}n\cdot b\;{\bmod {\;}}n)\;{\bmod {\;}}n=(a\cdot b)\;{\bmod {\;}}n}

Proto je možné při výpočtech vzájemně zaměňovat prvky ve stejných třídách. Pro zjednodušení se nejčastěji používá vždy nejmenší nezáporné číslo.
{\displaystyle (\mathbb {Z} _{n},+)} a {\displaystyle (\mathbb {Z} _{p}\smallsetminus \{0\},\cdot )} tvoří komutativní grupy pro kladné celé n a pro prvočíselné p. Například pro {\displaystyle \mathbb {Z} _{5}} mají Cayleyovy tabulky tvar:
| + | 0 | 1 | 2 | 3 | 4 |
| - | - | - | - | - | - |
| 0 | 0 | 1 | 2 | 3 | 4 |
| 1 | 1 | 2 | 3 | 4 | 0 |
| 2 | 2 | 3 | 4 | 0 | 1 |
| 3 | 3 | 4 | 0 | 1 | 2 |
| 4 | 4 | 0 | 1 | 2 | 3 |

| ⋅ | 1 | 2 | 3 | 4 |
| - | - | - | - | - |
| 1 | 1 | 2 | 3 | 4 |
| 2 | 2 | 4 | 1 | 3 |
| 3 | 3 | 1 | 4 | 2 |
| 4 | 4 | 3 | 2 | 1 |

## Další operace
Na ℤn lze přirozeně dodefinovat i další operace:
- opačné číslo, jako inverzní operaci vzhledem ke sčítání
- odčítání, jako součet s opačným číslem
- mocnění, jako iterace násobení
- odmocnina a logaritmus, jako inverzní operace k mocnění

Pokud je n prvočíslo, pak ℤn tvoří těleso, protože pro každý nenulový prvek existuje inverzní prvek (vzhledem k násobení). Dělení se pak definuje jako násobení inverzním prvkem.
Operace dělení a diskrétní logaritmus v modulární matematice se nechovají stejně jako v klasické aritmetice a tedy není možné jejich výsledky přímo převést do ℤn jako u sčítání a násobení.

## Aplikace
Lidem je přirozenější klasická aritmetika, avšak modulární aritmetika má řadu výhod. Díky tomu, že je zde množina čísel konečná, jsou běžné operace jednodušší, rychlejší a potřebují konstantní množství paměti. Toho se využívá v počítačích, kde bývá typ „celých čísel“ obvykle implementován v modulární aritmetice (nejčastěji {\displaystyle n=2^{32}}).
Na druhou stranu pro některé funkce není znám efektivní algoritmus (diskrétní logaritmus, faktorizace), čehož se často využívá v kryptografii.